# Salomon Fehrenbach
Salomon Fehrenbach (* 7. Januar 1812 in St. Märgen; † 18. August 1892 in Freiburg im Breisgau) war Jurist, Heimatdichter und liberaler Politiker.

## Leben
Als Sohn eines Landwirts geboren, war Fehrenbach bis zum Alter von 14 Jahren als Feldarbeiter und Hirte tätig. Er besuchte die Mittelschule in Donaueschingen und studierte von 1833 bis 1837 Rechtswissenschaften und Philosophie an der Universität Freiburg. Während seines Studiums wurde er 1831/32 Mitglied der Burschenschaft Euthymia Freiburg.
Nach seinem Staatsexamen trat er in den Staatsdienst ein. Er war von 1837 bis 1839 als Aktuar beim Bezirksamt Stockach tätig, dann bis 1843 als Rechtspraktikant beim Landamt in Freiburg, beim Bezirksamt Ettlingen (1839–1841) und beim Bezirksamt Kenzingen. 1843 wurde er dort Assessor, wechselte 1845 als solcher ans Bezirksamt Säckingen, 1845 ans Bezirksamt Schopfheim und 1846 wieder ans Bezirksamt Säckingen. Von 1847 bis 1892 war Fehrenbach als Rechtsanwalt tätig, anfangs in Säckingen, ab 1850 in Freiburg.
Vom 27. Juni 1848 bis zum Ende des Rumpfparlaments im Juni 1849 gehörte Fehrenbach der Frankfurter Nationalversammlung als Abgeordneter für Schopfheim an. Dabei war er seit April 1849 Mitglied des Ausschusses für die Durchführung der Reichsverfassung.
1850 wurde er aus Säckingen wegen „Aufruhrs“ ausgewiesen, 1852 wurde er wegen „Besitz aufrührerischer Schriften“ zu Festungshaft verurteilt.
Ein reger, freier Gedankenaustausch fand in der Freiburger Loge Zur edlen Aussicht statt, in die er 1866 aufgenommen wurde und in der er das Amt des Redners innehatte. Fehrenbach war zudem Vorstandsmitglied im Freiburger Arbeiterbildungsverein und bis 1852 Mitglied der Freiburger Lesegesellschaft.
Er war schriftstellerisch tätig und veröffentlichte auch Gedichte in alemannischer Mundart.

## Veröffentlichungen
- Erstlinge der Dichtkunst. Villingen im Schwarzwalde 1842.
- Robert Blum. Frankfurt am Main 1848.